# Victor Ranghetti
Victor Ranghetti, né le 28 décembre 1998 à Curitiba, est un coureur cycliste brésilien.

## Biographie
En 2015, Victor Ranghetti devient champion du Brésil de poursuite par équipes chez les juniors (moins de 19 ans). L'année suivante, il se classe deuxième du championnat du Brésil sur route juniors. Il intègre ensuite en 2017 la formation Soul Brasil, qui devient une équipe continentale professionnelle. Durant cette saison, il participe au Tour de Turquie, inscrit au calendrier du World Tour. 
Il redescend finalement chez les amateurs dès 2018. En novembre 2019, il remporte une course par étapes au Paraguay. 

## Palmarès et résultats

### Palmarès sur route
- 2016
  - 2e du championnat du Brésil sur route juniors
- 2019
  - Copa K6 Shimano :
    - Classement général
    - 1re étape (contre-la-montre)
- 2022
  - 2e du Giro d'Hernandarias

### Palmarès sur piste
- 2015
  -  Champion du Brésil de poursuite par équipes juniors